# Décès en 1161
Décès
- 1157
- 1158
- 1159
- 1160
- 1161
- 1162
- 1163
- 1164
- 1165

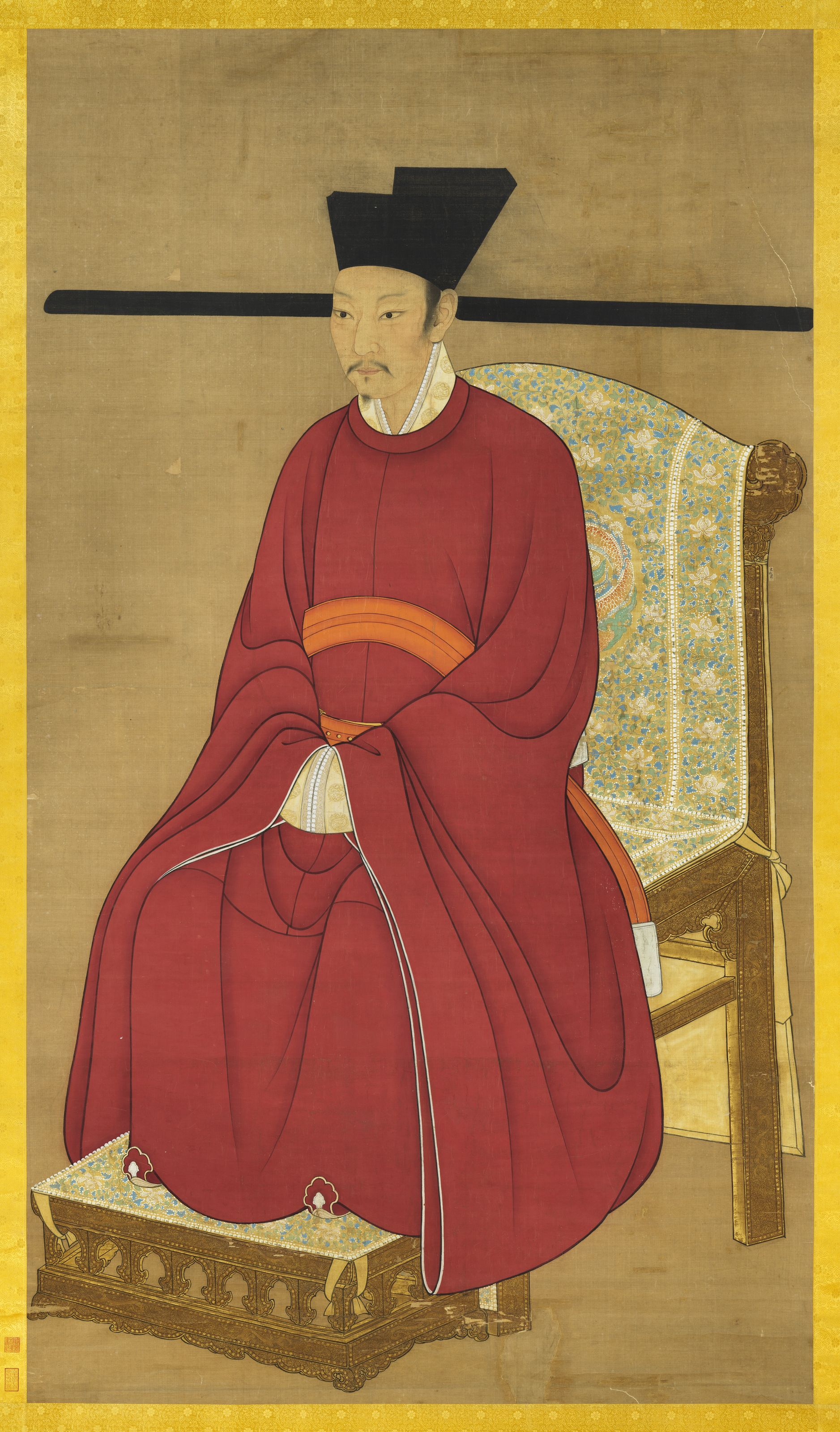
Song Qinzong, mort en 1161.

Cette page dresse une liste de personnalités mortes au cours de l'année 1161 :
- 4 février : Inge Ier de Norvège, roi de Norvège.
- 6 mars : Iziaslav III de Kiev, Grand-prince du Rus' de Kiev de la dynastie des Riourikides.
- 18 avril : Thibaut du Bec, 5e abbé du Bec et archevêque de Cantorbéry.
- 12 mai : Fergus de Galloway, seigneur de Galloway.
- 14 juin : Song Qinzong, neuvième empereur de la dynastie Song, et le dernier des Song du Nord
- 12 octobre : Henri V de Carinthie, margrave de Vérone de 1144 jusqu'en 1151 et  duc de Carinthie.
- 28 octobre : Imar de Tusculum, cardinal français.
- 21 novembre : Guillaume III de Nevers, comte de Nevers, d'Auxerre et de Tonnerre.
- 23 novembre : Juhel II de Mayenne, seigneur de Mayenne (1120), seigneur de Gorron et d'Ambrières.
- 15 décembre, Wanyan Liang, empereur de la Dynastie Jin (1115-1234).

- Guillaume Ier de Dampierre, vicomte de Troyes, seigneur de Dampierre.
- Hugues de Palerme, archevêque de Palerme.
- Magnus II de Suède, roi de Suède.
- Mattéo Bonello, baron normand d'Italie.
- Rechung Dorjé Drakpa, un des deux disciples les plus importants du yogi et poète du XIe siècle Milarépa, il fonde la lignée Rechung Kagyu.
- Su Hanchen, peintre chinois.
- Tamar Bagration, princesse géorgienne.
- Gilles Ier de Trazegnies, premier seigneur de Trazegnies.

## Crédit d'auteurs
- Cet article est partiellement ou en totalité issu de l'article intitulé « 1161 » (voir la liste des auteurs).